# Henrik Wilhelm
Henrik Wilhelm (även kallad Wilhelmson eller Wilgelmes, ibland med tillnamnet von Rafuel eller från Refle = Reval) var en svensk guldsmed i slutet av 1500-talet.
Han var 1568–1572 gesäll hos C. Sturdeman i Reval. Senare var han verksam som guldsmed i Uppsala och Stockholm. Henrik Wilhelm arbetade 1588–1591 med kopparinredningen i Johan III:s "kungsmak" på slottet Tre Kronor i Stockholm. Även 1593 och 1594 arbetade han för hovet; det är sista gången han förekommer i källorna. Hans monogram och initialer finns på Stockholms guldsmedsämbetes boraxfass från 1590-talet.